# Plecotini
Plecotini, es una tribu de murciélagos, incluida en la familia Vespertilionidae y comprende los siguientes géneros.

## Géneros
- Género - Barbastella, Gray, (1821).

- - Corynorhinus, H. Allen, (1865)
- - Euderma, H. Allen, (1892).
- - Idionycteris, Anthony, (1923).
- - Otonycteris, Peters, (1859).
- - Plecotus, E. Geoffroy Saint-Hilarie, (1818).